# 아시즈리우와카이 국립공원

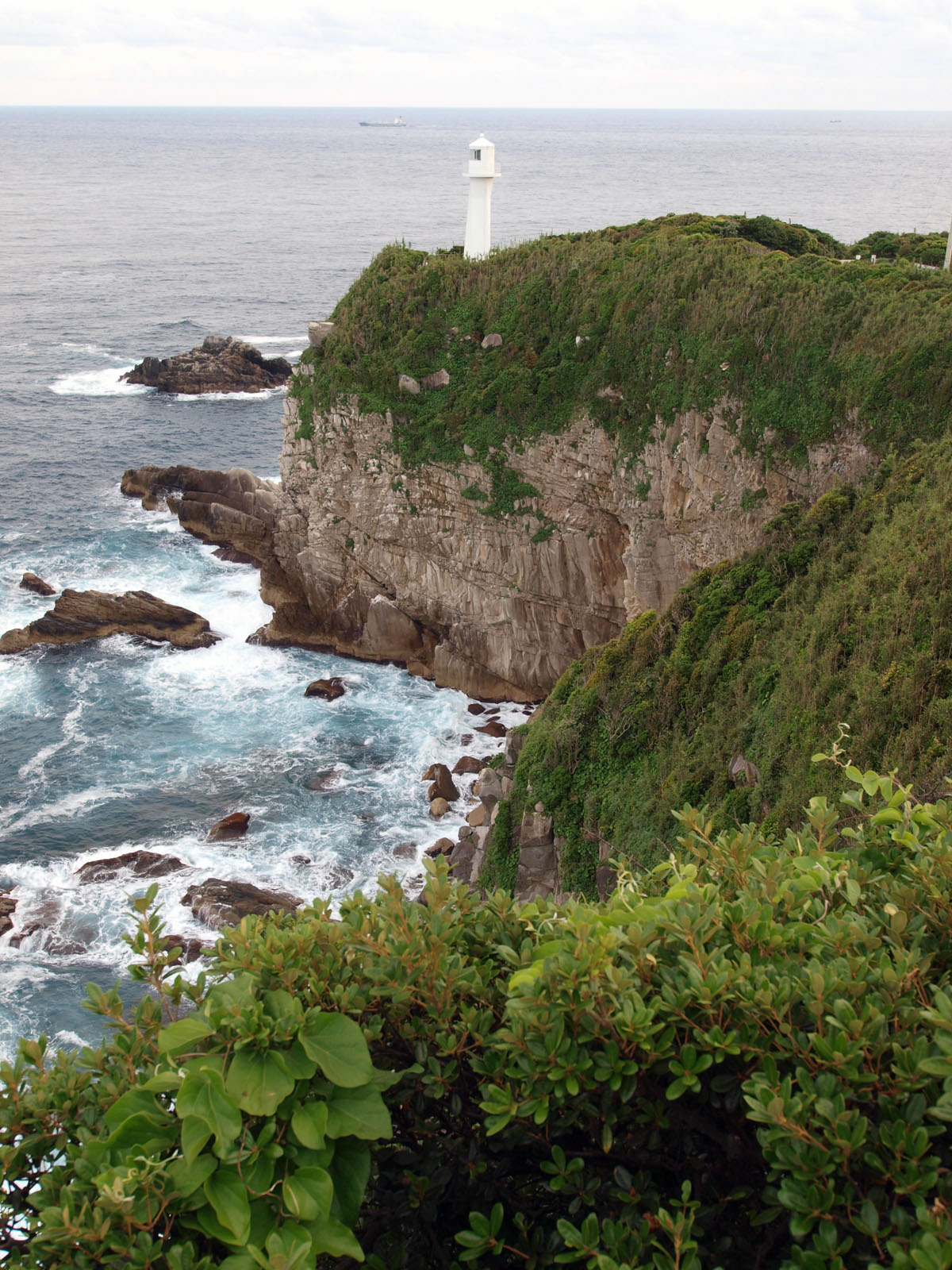

아시즈리우와카이 국립공원(足摺宇和海国立公園)은 일본 시코쿠 남동부, 고치현 아시즈리 곶 ~ 에히메현 우와 해 연안에 이르는 국립공원이다. 면적은 111.66 km2이다.
지정 구역의 대부분을 해안이 차지하지만 나메토코 계곡이나 시노야마 산, 호케쓰 고개 등의 내륙부에도 지정지가 점재하고 있다.
또 해중 공원이 많으며 6곳이 지정되어 있다.

## 역사
- 1955년 4월 1일 - 아시즈리 국정공원으로서 국정공원으로 지정되었다.
- 1972년 11월 10일 - 우와 해 지역을 추가해 국립공원으로 변경되어 현재의 아시즈리우와카이 국립공원으로 명칭이 변경되었다.